# Europees netwerk van transmissiesysteembeheerders voor elektriciteit
Het Europees netwerk van transmissiesysteembeheerders voor elektriciteit (ENTSO-E) vertegenwoordigt 42 elektriciteitstransmissienetbeheerders (TSO's) uit 35 landen in heel Europa en dus ook van buiten de grenzen van de Europese Unie. Met het Derde energiepakket van de EU voor de interne energiemarkt in 2009 werd ENTSO-E opgericht en kreeg het wettelijke mandaten, met als doel de verdere liberalisering van de gas- en elektriciteitsmarkten in de EU.

## Geschiedenis
Op 27 juni 2008 ondertekenden 36 Europese elektriciteitstransmissienetbeheerders (TSO's) in Praag een intentieverklaring om ENTSO-E op te richten. ENTSO-E werd op 19 december 2008 in Brussel door 42 TSO's opgericht als opvolger van zes regionale organisaties van exploitanten van elektriciteitstransmissienetten. ENTSO-E werd operationeel op 1 juli 2009. De voormalige verenigingen ETSO, ATSOI, UKTSOA, NORDEL, UCTE en BALTSO werden onderdeel van ENTSO-E.
De oprichting van ENTSO-E werd geïnitieerd door de goedkeuring van het derde wetgevingspakket van de Europese Unie omtrent de gas- en elektriciteitsmarkten. In 2003 heeft de Europese Commissie een sectoronderzoek uitgevoerd naar de concurrentie van de elektriciteitsmarkt in zes Europese landen. Bij het onderzoek naar de concurrentie in deze landen werd in het eindverslag vermeld dat er serieuze problemen moesten worden opgelost. Er werd opgemerkt dat de integratie tussen de markten van de lidstaten nog steeds onvoldoende was. Bovendien werd de afwezigheid van transparant beschikbare marktinformatie beoordeeld. Als gevolg hiervan werd het derde wetgevingspakket omtrent de gas- en elektriciteitsmarkt in de EU in september 2007 door de Europese Commissie goedgekeurd.

## Doel
Volgens de eigen website bevordert "ENTSO-E een nauwere samenwerking tussen de Europese TSO's ter ondersteuning van de uitvoering van het EU-energiebeleid en het verwezenlijken van de doelstellingen van Europa op het gebied van energie en klimaatbeleid, die de aard van het energiesysteem veranderen. In de hoofddoelstellingen van ENTSO-E staat centraal de integratie van hernieuwbare energiebronnen zoals wind- en zonne-energie in het elektriciteitsnet, en de voltooiing van de interne energiemarkt (IEM), die van centraal belang is om te voldoen aan de doelstellingen van het energiebeleid van de Europese Unie inzake betaalbaarheid, duurzaamheid en continuïteit van de voorzieningen. [...] ENTSO-E is het centrale punt voor alle technische, markt- en beleidsvraagstukken met betrekking tot TSO's en het Europese netwerk, in interactie met gebruikers van het stroomnet, EU-instellingen, regelgevende instanties en nationale overheden."

## Leden
De TSO's zijn verantwoordelijk voor de bulktransmissie van elektriciteit op de belangrijkste elektrische hoogspanningsnetten. TSO's bieden nettoegang aan de spelers op de elektriciteitsmarkt (dat zijn de elektriciteitsproducenten, handelaren, leveranciers, distributeurs en direct verbonden klanten) volgens niet-discriminerende en transparante regels. In veel landen zijn TSO's ook verantwoordelijk voor de ontwikkeling van de netwerkinfrastructuur. TSO's in de interne elektriciteitsmarkt van de Europese Unie zijn entiteiten die onafhankelijk van de andere spelers op de elektriciteitsmarkt opereren.
ENTSO-E heeft 42 TSO's uit 35 landen.
| ISO-landcode | Land                  | TSO | Afkorting                                              |
| ------------ | --------------------- | --- | ------------------------------------------------------ |
| AL           | Albanië               | OST sh.a – Albanian Transmission System Operator                                                                                | OST                                                    |
| BA           | Bosnië en Herzegovina | Nezavisni operator sustava u Bosni i Hercegovini                                                                                | NOS BiH                                                |
| BE           | België                | Elia Transmission Belgium | Elia                                                   |
| BG           | Bulgarije             | Electroenergien Sistemen Operator EAD                                                                                           | ESO                                                    |
| CY           | Cyprus                | Cyprus Transmission System Operator                                                                                             | Cyprus TSO                                             |
| DK           | Denemarken            | Energinet | Energinet                                              |
| DE           | Duitsland             | TransnetBW GmbH TenneT TSO GmbH Amprion GmbH 50Hertz Transmission GmbH                                                          | TrasnetBW TenneT DE Amprion 50Hertz                    |
| EE           | Estland               | Elering AS | Elering AS                                             |
| FI           | Finland               | Fingrid Oyj | Fingrid                                                |
| FR           | Frankrijk             | Réseau de Transport d'Électricité                                                                                               | RTE                                                    |
| GR           | Griekenland           | Independent Power Transmission Operator S.A.                                                                                    | IPTO                                                   |
| HU           | Hongarije             | MAVIR | MAVIR ZRt.                                             |
| IE           | Ierland               | EirGrid plc | EirGrid                                                |
| IS           | IJsland               | Landsnet hf | Landsnet                                               |
| IT           | Italië                | Terna - Rete Elettrica Nazionale SpA                                                                                            | Terna                                                  |
| HR           | Kroatië               | HOPS d.o.o. | HOPS                                                   |
| LV           | Letland               | AS Augstsprieguma tīkls | AST                                                    |
| LT           | Litouwen              | Litgrid AB | Litgrid                                                |
| LU           | Luxemburg             | Creos Luxembourg S.A. | Creos Luxembourg                                       |
| MK           | Macedonië             | Transmission System Operator of the Republic of North Macedonia                                                                 | MEPSO                                                  |
| ME           | Montenegro            | Crnogorski elektroprenosni sistem AD                                                                                            | CGES                                                   |
| NL           | Nederland             | TenneT TSO B.V. | TenneT NL                                              |
| NO           | Noorwegen             | Statnett SF | Statnett                                               |
| AT           | Oostenrijk            | Austrian Power Grid AG Vorarlberger Übertragungsnetz GmbH                                                                       | APG VUEN                                               |
| PL           | Polen                 | Polskie Sieci Elektroenergetyczne S.A.                                                                                          | PSE                                                    |
| PT           | Portugal              | Redes Energéticas Nacionais, S.A.                                                                                               | REN                                                    |
| RO           | Roemenië              | C.N. Transelectrica S.A. | Transelectrica                                         |
| RS           | Servië                | Akcionarsko društvo Elektromreža Srbije                                                                                         | EMS                                                    |
| SI           | Slovenië              | ELES, d.o.o. | ELES                                                   |
| SK           | Slowakije             | SEPS | SEPS                                                   |
| ES           | Spanje                | Red Eléctrica de España S.A. | REE                                                    |
| CZ           | Tsjechië              | ČEPS | ČEPS                                                   |
| TR           | Turkije (waarnemer)   | Türkiye Elektrik İletim A.Ş. | TEİAŞ                                                  |
| GB           | Verenigd Koninkrijk   | National Grid ESO System Operator for Northern Ireland Scottish Hydro Electric Transmission plc Scottish Power Transmission plc | National Grid ESO SONI SHE Transmission SPTransmission |
| SE           | Zweden                | Svenska Kraftnät | SVK                                                    |
| CH           | Zwitserland           | Swissgrid ag | Swissgrid                                              |

## Gebied

Vijf synchrone gebieden

Het geografische gebied dat wordt bestreken door de TSO's van ENTSO-E is verdeeld in vijf synchrone gebieden en twee geïsoleerde systemen (Cyprus en IJsland). Synchrone gebieden zijn groepen landen die via hun respectieve elektriciteitsnetwerken zijn verbonden. De systeemfrequentie (50 Hz, met meestal zeer kleine afwijkingen) is synchroon binnen elk gebied en een storing op een enkel punt in het gebied zal in de hele zone worden geregistreerd. Individuele synchrone gebieden zijn met elkaar verbonden via gelijkstroominterconnectoren.
De vijf synchrone gebieden zijn:
- Continentaal Europa: Synchroon elektriciteitsnet van continentaal Europa
- Baltische staten
- Scandinavië: Noorwegen, Zweden, Finland en het oosten van Denemarken
- Groot-Brittannië
- Ierland en Noord-Ierland

De voordelen van synchrone gebieden zijn het samen beheren van productiecapaciteit, gemeenschappelijke voorzieningen van reserves, beide resulterend in kostenbesparingen en wederzijdse hulp in geval van storingen. Hierdoor worden de energiekosten voor reserves (bijvoorbeeld in geval van een storing of uitval) ook lager.